# Grikos
Les Grikos sont une communauté culturelle minoritaire du sud de l'Italie, vivant principalement de part et d'autre du détroit de Messine en Sicile du nord-est et en Calabre du sud, ainsi que dans les Pouilles. Ils s'identifient par les deux parlers grecs appelés griko, formant une langue proche du grec moderne mais écrite avec l'alphabet latin, et par leur appartenance religieuse à l'église catholique, plus précisément à celle de rite byzantin, appartenance qu'ils partagent avec les communautés d'origine albanaise d'Italie. Ils sont reconnus « minorité linguistique » par la loi italienne et leur nombre est estimé à environ 40 000 personnes dont 20 000 locuteurs réguliers du griko,.

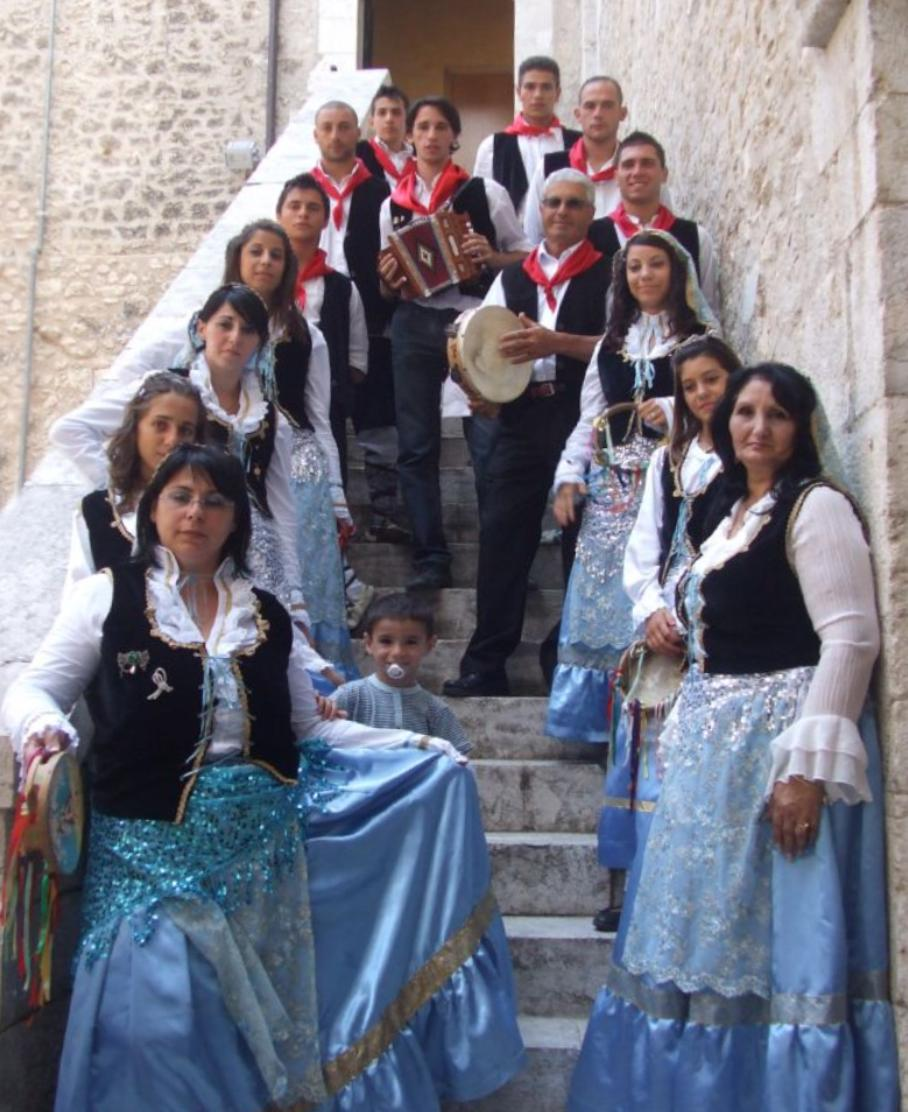
Grikos en costume traditionnel de la « Bovésie » (région d'Aspromonte, Calabre méridionale).

## Histoire
Avant le XIVe siècle, par héritage de l'Italie byzantine, le quart méridional de la péninsule italienne était majoritairement de langue grecque et se trouvait dans l'obédience du patriarche grec de Constantinople. Progressivement, l'empreinte grecque a reculé face à l'empreinte latine, tant linguistique que littéraire et religieuse : ainsi, des villes comme Amalfi et de nombreuses paroisses rurales choisirent l'obédience de l'Église de Rome au fil des siècles et le pape Grégoire XIII les regroupa en 1579 sous le nom de « basiliens ». Les rares communautés orthodoxes subsistant encore au début du XXe siècle se sont à leur tour ralliées en 1919 mais en gardant leur rite byzantin. L'endonyme griko provient d'ailleurs de l'exonyme greco qui, chez les catholiques, ne désignait pas seulement les locuteurs de la langue grecque, mais tous les orthodoxes, y compris albanophones.   
Il existe plusieurs hypothèses, non exclusives les unes des autres, sur les origines de la communauté grecque en Italie méridionale :
- Elle pourrait remonter aux colons grecs établis, avant la période romaine, dans la Grande-Grèce (Cumes, Tarente…) de 760 à 272 avant notre ère. Après la conquête de la Grande-Grèce par Rome, la culture hellénique y aurait perduré en partie, tout en adoptant le christianisme[6],[7].
- Elle a pu être maintenue par la venue d'hellénophones en Calabre en plusieurs vagues en provenance[8] :
  - de Grèce après la reconquête de l'Italie par l'armée byzantine sur les Ostrogoths (535 à 552) ;
  - de Sicile après la conquête de cette île par les Sarrasins (en 826) ;
  - de l'exarchat de Ravenne après la conquête de celui-ci par les Lombards (en 752) ;
  - d'Italie du sud après la création du « royaume de Sicile » par les Normands et l'établissement du Catépanat d'Italie (de 898 à sa fin en 1071) ;
  - des Pouilles après la conquête de celles-ci par les Sarrasins de l'émirat à Bari (de 847 à 871)[9] ;
  - de Grèce et d'Anatolie après la chute de Constantinople en 1453 et de Trébizonde en 1461 face aux Ottomans, chassant vers l'Italie les lettrés et l'aristocratie grecque, ce qui contribua à la Renaissance en Italie puis en Europe[10].

Les apports extérieurs ayant ensuite cessé, à part des groupes épars fuyant la répression ottomane, la communauté n'a cessé de régresser à partir du XVIe siècle, notamment par assimilation aux populations italiques. Sous la période fasciste, une politique d'italianisation forcée a aussi contribué à ce recul en pénalisant l'apprentissage du griko par les nouvelles générations. Depuis la fin du XXe siècle, on assiste à une certaine renaissance culturelle, visible dans la réappropriation de la langue et des traditions. 

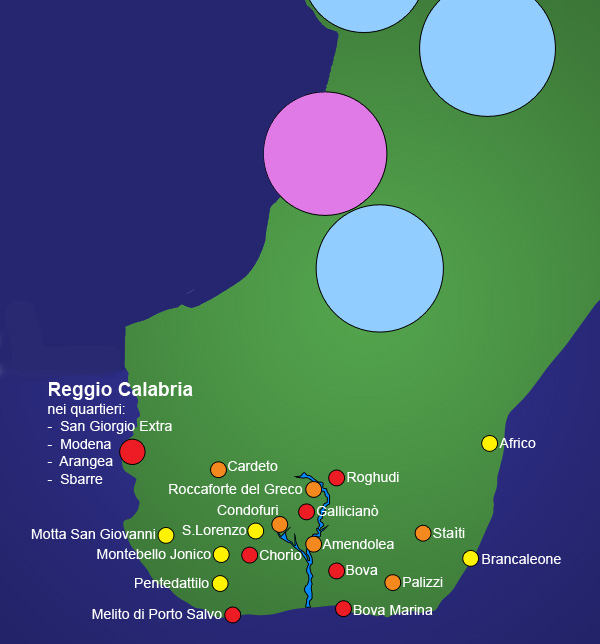
Carte diachronique de la diffusion du griko calabrais : bleu : jusqu’au XVe siècle, rose-violet : jusqu’au XVIe siècle, jaune : jusqu’au XIXe siècle, orange : jusqu’au XXe siècle, rouge: situation présente de la langue.

### Vidéos
- Documentaire sur les Grikos de Salento (en grec et italien):
- Kalos Irtate Sti Grecia Salentina - Partie 1, Partie 2, Partie 3, Partie 4
- Autres documentaires sur les Grikos de Calabre (60 min, sous-titrés en grec et italien):
  - Viaggio nella Calabria Greca - Partie 1,
  - Partie 2,
  - Partie 3,
  - Partie 4,
  - Partie 5,
  - Partie 6,
  - Partie 7,
  - Partie 8.